# Arco di Travertino (metropolitana di Roma)
Arco di Travertino è una stazione della linea A della metropolitana di Roma.

## Storia
La stazione fu costruita come parte della prima tratta da Anagnina a Ottaviano della linea A della metropolitana di Roma, entrata in servizio il 16 febbraio 1980.

## Servizi
La stazione dispone di:
- Biglietteria automatica

## Interscambi
- Fermata autobus ATAC